# The False Road
Pour plus de détails, voir Fiche technique et Distribution.
The False Road est un film muet américain réalisé par Fred Niblo et sorti en 1920.

## Fiche technique
- Titre : The False Road
- Réalisation : Fred Niblo
- Scénario : C. Gardner Sullivan d'après sa nouvelle
- Chef opérateur : George Barnes
- Supervision : Thomas H. Ince
- Distribution : Paramount Pictures
- Genre : Film dramatique
- Dates de sortie :
  - États-Unis : 18 avril 1920

## Distribution
- Enid Bennett : Betty Palmer
- Lloyd Hughes : 'Pickpocket' Roger Moran
- Wade Boteler : 'Sapphire' Mike Wilson
- Lucille Young : 'Frisco' Minnie
- Charles Smiley : Joshua Starbuck
- Edith Yorke : Mother Starbuck
- Gordon Mullen